# Rejon bieriozowski (Chanty-Mansyjski OA)

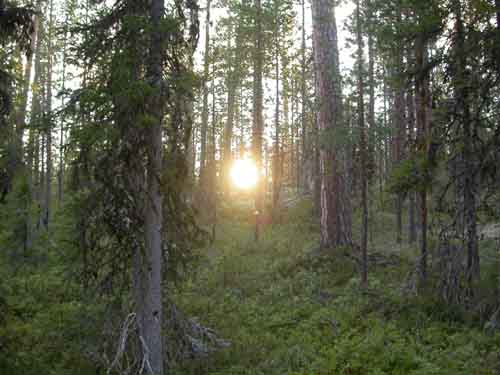
tajga

Rejon bieriozowski (ros. Берёзовский район) – rejon wchodzący w skład położonego w zachodniej Syberii, na Nizinie Zachodniosyberyjskiej w azjatyckiej części Rosji Chanty-Mansyjskiego Okręgu Autonomicznego – Jugry.
Rejon liczy 27 133 mieszkańców (2005 r.), z czego 16 265 (60%) stanowi ludność miejska.
Rejon bieriozowski leży w północno-zachodniej części Okręgu.
Ośrodkiem administracyjnym jest miasto Bieriozowo (6930 mieszkańców).
Większość powierzchni Rejonu pokrywa tajga. Duże obszary stanowią bagna. Występują liczne rzeki i bardzo liczne jeziora, z których kilka tysięcy ma powierzchnię przekraczającą 1 ha. Część rejonu zajmuje Rezerwat przyrody „Małaja Sośwa”.
Klimat umiarkowany chłodny, wybitnie kontynentalny.
Ludność stanowią głównie Rosjanie i przedstawiciele innych europejskich narodów, osiedlających się w zachodniej Syberii m.in. Ukraińcy, Białorusini, Tatarzy i Baszkirzy. Na terenie Rejonu żyje pewna liczba rdzennych mieszkańców Chanty-Mansyjskiego OA – ugrofińskich Chantów i Mansów.
Na terenie rejonu występują złoża ropy naftowej i gazu ziemnego.